# BR-453
De BR-453 is een federale weg in de deelstaat Rio Grande do Sul in het zuiden van Brazilië. De weg is een verbindingsweg tussen Venâncio Aires en Terra de Areia.
De weg heeft over het bestaande deel een lengte van 240,1 kilometer.

## Aansluitende wegen
Onderbroken vanaf Venâncio Aires
- BR-386 bij Lajeado
- RS-128 bij Teutônia
- BR-470 en RS-446 bij Garibaldi
- BR-470 en RS-444 bij Bento Gonçalves
- RS-448
- RS-122 bij Farroupilha
- BR-116, RS-122 en RS-230 bij Caxias do Sul
- RS-476
- RS-110
- RS-020 en RS-486

Onderbroken
- RS-494
- BR-101 bij Torres

## Plaatsen
Langs de route liggen de volgende plaatsen:
- Lajeado
- Teutônia
- Imigrante
- Garibaldi
- Bento Gonçalves
- Farroupilha
- Caxias do Sul

Onderbroken
- Torres

Onderbroken tot aan eindpunt Terra de Areia